# Beverly Lynne
Beverly Lynne (Sellersville, Pennsylvania, 1973. október 31. –) hollywoodi amerikai színésznő. Főként erotikus filmekben vállalt szerepeket.
Beverly Lynne az amerikai Philadelphia Eagles csapatnak volt a pomponoslánya 1998 és 2000 között. A Pennridge Gimnáziumban végzett Perkasieben. A Playboy magazinban megjelentek a képei 1997-ben és 1999-ben. Úszóruha kalendáriumban volt látható. Los Angelesben elkezdett dolgozni a filmiparban. AZ esti órákban a következő csatornák sugározták erotikus filmjeit: Cinemax, HBO, Showtime. A PollyGrind Film Fesztiválon bemutatták első filmjét 2011-ben, ami 2007 júliusában készült el.
Las Vegasban él.

## Válogatott filmográfia
| - 2013 All Babe Network - 2013 The Big Bust Theory - 2013 The Brides of Sodom - 2013 The Atonement of Janis Drake - 2012 Busty Housewives of Beverly Hills - 2012 The Teenie Weenie Bikini Squad - 2010-2011 Tanya X | - 2009 Bikini Royale 2 - 2009 Passion Betrayed - 2009 The Sex Spirit - 2009 Triple Bikini Trouble - 2009 Sex at First Sight - 2009 The Devil Wears Nada - 2007-2008 The Lair |